# Мушты (Решетиловский район)
Мушты (укр. Мушти) — село,
Малобакайский сельский совет,
Решетиловский район,
Полтавская область,
Украина.
Код КОАТУУ — 5324282204. Население по переписи 2001 года составляло 331 человек.

## Географическое положение
Село Мушты находится на берегах реки Саврай, в 2-х км от сёл Малый Бакай и Онищенки.
К селу примыкает лесной массив (сосна).
Высота центра — 92 метра.

## Экономика
- Свино-товарная ферма.